# باربرا فيرنون
باربرا فيرنون (بالإنجليزية: Barbara Vernon)‏ هي كاتِبة وكاتبة مسرحية أسترالية، ولدت في 1916 في إينفيريل في أستراليا، وتوفيت في 1978.

## روابط خارجية
- باربرا فيرنون على موقع IMDb (الإنجليزية)
- باربرا فيرنون على موقع قاعدة بيانات الفيلم (الإنجليزية)